# Una llibreria a París
Una llibreria a París (títol original, Il materiale emotivo) és una pel·lícula de comèdia romàntica francoitaliana dirigida per Sergio Castellitto i estrenada el 2021. S'ha doblat i subtitulat al català.

## Sinopsi
Llibreter en una petita plaça de Montmartre, en Vincenzo es preocupa més per la seva filla discapacitada que per la seva llibreria. En cadira de rodes des d'un accident a la piscina del qual va decidir no dir-ne res, l'adolescent Albertine es va tancar en un profund silenci i, per això, amb l'ajuda d'un metge i d'una infermera, el seu pare intenta reenganxar-la a la vida llegint les seves novel·les. Un dia, la rutina d'en Vincenzo es veu capgirada per la irrupció a la botiga d'una exuberant actriu de teatre, la Yolande, i, de sobte, en Vincenzo s'enamora ràpidament d'aquesta dona la vitalitat de la qual el fascina.

## Repartiment
- Sergio Castellitto: Vincenzo
- Bérénice Bejo: Yolande
- Matilda De Angelis: Albertine
- Nassim Lyes: Alain
- Clementino: Clemente
- Sandra Milo: senyora Milo
- Alex Lutz: Gérard